# Dimayor 2009
El Campeonato Oficial DIMAYOR 2009 fue la trigésima primera edición de la mayor competición de la División Mayor del Básquetbol de Chile, con la participación de 12 equipos.
Se jugaron dos etapas:
- Etapa de Apertura: se divide a los equipos en dos grupos por ubicación geográfica. Los equipos de cada grupo se enfrentan todos contra todos, en dos ruedas. Luego de éstas, se agrupará a los equipos en llaves de play-off conformando 3 parejas por grupo, las que se desarrollarán al mejor de 5 encuentros. Los dos equipos finalistas de cada grupo participarán del Torneo Super 4, bajo el formato Copa Carranza, en una ciudad a definir. El ganador del Top 4 obtendrá el derecho a participar en la Liga de las Américas 2009-10.

- Etapa de Clausura: todos los equipos, indistintamente del grupo al que pertenezcan, se enfrentarán todos contra todos, en dos ruedas. Posterior a éstas, se enfrentarán entre sí en un sistema de llaves, donde el mejor clasificado jugará contra el peor, y así sucesivamente. Las tres primeras llaves se definirán al mejor de 5 juegos, y la final, al mejor de 7. El ganador será representante de Chile en la Liga Sudamericana de Clubes 2010.

## Equipos participantes
| Dimayor 2009                       | Dimayor 2009 | Dimayor 2009              | Dimayor 2009 | Dimayor 2009                 |
| Equipo                             | Ciudad       | Gimnasio                  | Capacidad    | Títulos                      |
| ---------------------------------- | ------------ | ------------------------- | ------------ | ---------------------------- |
| Universidad Católica               | Las Condes   | Estadio Palestino         | 1000         | 2005, 1986, 1985, 1984, 1983 |
| Provincial Osorno                  | Osorno       | Monumental Maria Gallardo | 3000         | 2006, 2004, 2000, 1999       |
| U. de Concepción                   | Concepción   | Casa del Deporte          | 2000         | 1998, 1997, 1995             |
| Liceo Mixto                        | Los Andes    | Juan Muñoz Herrera        | 800          | 2007, 2008                   |
| Provincial Llanquihue              | Puerto Varas | Fiscal de Puerto Varas    | 1500         | 2003, 2002                   |
| Deportivo Valdivia                 | Valdivia     | Antonio Azurmendy Riveros | 4500         | 2001                         |
| Español de Talca                   | Talca        | Municipal de Talca        | S/I          |                              |
| Boston College                     | Maipú        | Boston College            | S/I          |                              |
| Everton de Viña del Mar            | Viña del Mar | Gimnasio Arlegui          | S/I          |                              |
| Sagrados Corazones de Viña del Mar | Viña del Mar | Gimnasio Arlegui          | S/I          |                              |
| U. de Los Lagos                    | Puerto Montt | Campus Chinquihue         | 800          |                              |
| Deportes Castro                    | Castro       | Fiscal                    | 1500         |                              |

### Top 4

#### Semifinales
| Fecha      | Hora | Equipo local     | Resultado | Equipo visitante  | Ciudad       |
| ---------- | ---- | ---------------- | --------- | ----------------- | ------------ |
| 4 de julio |      | Liceo Mixto      | 92-72     | Provincial Osorno | Punta Arenas |
| 4 de julio |      | U. de Concepción | 79-75     | Boston College    | Punta Arenas |

#### 3º y 4º Lugar
| Fecha      | Hora  | Equipo local   | Resultado | Equipo visitante  | Ciudad       |
| ---------- | ----- | -------------- | --------- | ----------------- | ------------ |
| 5 de julio | 18:00 | Boston College | 95-85     | Provincial Osorno | Punta Arenas |

#### Final
| Fecha      | Hora  | Equipo local     | Resultado | Equipo visitante | Ciudad       |
| ---------- | ----- | ---------------- | --------- | ---------------- | ------------ |
| 5 de julio | 20:00 | U. de Concepción | 87-73     | Liceo Mixto      | Punta Arenas |

##### Campeón
| Campeón U. de Concepción 2° Título Clasifica al torneo internacional |

## Etapa de Clausura
| Pos | Equipo                | Pts | PJ | PG | PP | PF    | PC   | PPF  | PPC  | G/PR. | DIF  |
| --- | --------------------- | --- | -- | -- | -- | ----- | ---- | ---- | ---- | ----- | ---- |
| 1   | Liceo Mixto           | 40  | 22 | 18 | 4  | 1814  | 1609 | 82,5 | 73,1 | 1,127 | 205  |
| 2   | Deportes Valdivia     | 38  | 22 | 16 | 6  | 1674  | 1586 | 76,1 | 72,1 | 1,055 | 88   |
| 3   | U. de Concepción      | 37  | 22 | 15 | 7  | 18031 | 1670 | 82,0 | 75,9 | 1,080 | 133  |
| 4   | Provincial Osorno     | 36  | 22 | 14 | 8  | 1717  | 1679 | 78,0 | 76,3 | 1,023 | 38   |
| 5   | Boston College        | 36  | 22 | 14 | 8  | 1873  | 1813 | 85,1 | 82,4 | 1,033 | 60   |
| 6   | Provincial Llanquihue | 35  | 22 | 13 | 9  | 1977  | 1895 | 89,9 | 86,1 | 1,043 | 82   |
| 7   | Univ. Católica        | 34  | 22 | 12 | 10 | 1573  | 1527 | 71,5 | 69,4 | 1,030 | 46   |
| 8   | Español de Talca      | 32  | 22 | 10 | 12 | 1677  | 1687 | 76,2 | 76,7 | 0,994 | -10  |
| 9   | Univ. de Los Lagos    | 30  | 22 | 8  | 14 | 1564  | 1666 | 71,1 | 75,7 | 0,939 | -102 |
| 10  | Deportes Castro       | 27  | 22 | 5  | 17 | 1567  | 1678 | 71,2 | 76,3 | 0,934 | -111 |
| 11  | Sagrados Corazones    | 26  | 22 | 4  | 18 | 1510  | 1704 | 68,6 | 77,5 | 0,886 | -194 |
| 12  | Everton               | 25  | 22 | 3  | 19 | 1455  | 1690 | 66,1 | 76,8 | 0,861 | -235 |

 Pos=Posición; Pts=Puntos; PJ=Partidos jugados; PG=Partidos ganados; PP=Partidos perdidos; PF=Puntos a favor; PC=Puntos en contra; PPF=Promedio pts a favor; PPC=Promedio pts en contra; G/PR=Gol promedio; DIF=Diferencia de gol

### Primera rueda
| Fecha 1 (10 de julio) | Fecha 1 (10 de julio) | Fecha 1 (10 de julio) |
| Equipo Local          | Resultado             | Equipo Visitante      |
| --------------------- | --------------------- | --------------------- |
| Prov. Llanquihue      | 93 - 94               | Liceo Mixto           |
| Prov. Osorno          | 84 - 76               | Everton               |
| Deportes Castro       | 60 - 74               | Univ. Católica        |
| Univ. de los Lagos    | 78 - 71               | Sagrados Corazones    |
| Español de Talca      | 65 - 73               | Deportes Valdivia     |
| Boston College        | 107 - 101             | U. de Concepción      |

| Fecha 2 (11 de julio) | Fecha 2 (11 de julio) | Fecha 2 (11 de julio) |
| Equipo Local          | Resultado             | Equipo Visitante      |
| --------------------- | --------------------- | --------------------- |
| Prov. Llanquihue      | 94 - 62               | Everton               |
| Prov. Osorno          | 82 - 87               | Liceo Mixto           |
| Deportes Castro       | 77 - 73               | Sagrados Corazones    |
| Univ. de los Lagos    | 58 - 60               | Univ. Católica        |
| Español de Talca      | 61 - 65               | U. de Concepción      |
| Boston College        | 77 - 80               | Deportes Valdivia     |

| Fecha 3 (18 de julio) | Fecha 3 (18 de julio) | Fecha 3 (18 de julio) |
| Equipo Local          | Resultado             | Equipo Visitante      |
| --------------------- | --------------------- | --------------------- |
| Deportes Valdivia     | 85 - 84               | Prov. Llanquihue      |
| U. de Concepción      | 79 - 67               | Prov. Osorno          |
| Univ. Católica        | 69 - 60               | Español de Talca      |
| Sagrados Corazones    | 91 - 96               | Boston College        |
| Liceo Mixto           | 67 - 64               | Deportes Castro       |
| Everton               | 41 - 72               | Univ. de los Lagos    |

| Fecha 4 (19 de julio) | Fecha 4 (19 de julio) | Fecha 4 (19 de julio) |
| Equipo Local          | Resultado             | Equipo Visitante      |
| --------------------- | --------------------- | --------------------- |
| U. de Concepción      | 85 - 80               | Prov. Llanquihue      |
| Deportes Valdivia     | 68 - 78               | Prov. Osorno          |
| Univ. Católica        | 63 - 68               | Boston College        |
| Sagrados Corazones    | 78 - 86               | Español de Talca      |
| Liceo Mixto           | 85 - 67               | Univ. de los Lagos    |
| Everton               | 67 - 64               | Deportes Castro       |

| Fecha 5 (24 de julio) | Fecha 5 (24 de julio) | Fecha 5 (24 de julio) |
| Equipo Local          | Resultado             | Equipo Visitante      |
| --------------------- | --------------------- | --------------------- |
| Prov. Llanquihue      | 92 - 83               | Deportes Castro       |
| Prov. Osorno          | 67 - 64               | Univ. de los Lagos    |
| Español de Talca      | 75 - 82               | Liceo Mixto           |
| Boston College        | 110 - 85              | Everton               |
| Deportes Valdivia     | 76 - 61               | Univ. Católica        |
| U. de Concepción      | 98 - 58               | Sagrados Corazones    |

| Fecha 6 (25 de julio) | Fecha 6 (25 de julio) | Fecha 6 (25 de julio) |
| Equipo Local          | Resultado             | Equipo Visitante      |
| --------------------- | --------------------- | --------------------- |
| Prov. Llanquihue      | 98 - 90               | Univ. de los Lagos    |
| Prov. Osorno          | 82 - 60               | Deportes Castro       |
| Español de Talca      | 86 - 82               | Everton               |
| Boston College        | 103 - 72              | Liceo Mixto           |
| Deportes Valdivia     | 79 - 67               | Sagrados Corazones    |
| U. de Concepción      | 84 - 73               | Univ. Católica        |

| Fecha 7 (1 de agosto) | Fecha 7 (1 de agosto) | Fecha 7 (1 de agosto) |
| Equipo Local          | Resultado             | Equipo Visitante      |
| --------------------- | --------------------- | --------------------- |
| Prov. Llanquihue      | 92 - 72               | Univ. Católica        |
| Prov. Osorno          | 103 - 64              | Sagrados Corazones    |
| Liceo Mixto           | 63 - 68               | Deportes Valdivia     |
| Everton               | 59 - 62               | U. de Concepción      |
| Deportes Castro       | 74 - 81               | Boston College        |
| Univ. de los Lagos    | 89 - 94               | Español de Talca      |

| Fecha 8 (2 de agosto) | Fecha 8 (2 de agosto) | Fecha 8 (2 de agosto) |
| Equipo Local          | Resultado             | Equipo Visitante      |
| --------------------- | --------------------- | --------------------- |
| Prov. Llanquihue      | 92 - 71               | Sagrados Corazones    |
| Prov. Osorno          | 83 - 65               | Univ. Católica        |
| Liceo Mixto           | 83 - 67               | U. de Concepción      |
| Everton               | 70 - 77               | Deportes Valdivia     |
| Deportes Castro       | 74 - 81               | Boston College        |
| Univ. de los Lagos    | 89 - 94               | Español de Talca      |

| Fecha 9 (8 de agosto) | Fecha 9 (8 de agosto) | Fecha 9 (8 de agosto) |
| Equipo Local          | Resultado             | Equipo Visitante      |
| --------------------- | --------------------- | --------------------- |
| Español de Talca      | 92 - 71               | Prov. Llanquihue      |
| Boston College        | 91 - 87               | Prov. Osorno          |
| Deportes Valdivia     | 75 - 61               | Deportes Castro       |
| U. de Concepción      | 87 - 68               | Univ. de Los Lagos    |
| Univ. Católica        | 64 - 69               | Liceo Mixto           |
| Sagrados Corazones    | 66 - 69               | Everton               |

| Fecha 10 (9 de agosto) | Fecha 10 (9 de agosto) | Fecha 10 (9 de agosto) |
| Equipo Local           | Resultado              | Equipo Visitante       |
| ---------------------- | ---------------------- | ---------------------- |
| Boston College         | 111 - 101              | Prov. Llanquihue       |
| Español de Talca       | 71 - 78                | Prov. Osorno           |
| Deportes Valdivia      | 73 - 59                | Univ. de Los Lagos     |
| U. de Concepción       | 83 - 73                | Deportes Castro        |
| Univ. Católica         | 97 - 62                | Everton                |
| Sagrados Corazones     | 59 - 91                | Liceo Mixto            |

| Fecha 11 (15 de agosto) | Fecha 11 (15 de agosto) | Fecha 11 (15 de agosto) |
| Equipo Local            | Resultado               | Equipo Visitante        |
| ----------------------- | ----------------------- | ----------------------- |
| Liceo Mixto             | 90 - 87                 | Everton                 |
| Deportes Castro         | 60 - 70                 | Univ. de Los Lagos'     |
| Español de Talca        | 73 - 77                 | Boston College          |
| Deportes Valdivia       | 72 - 70                 | U. de Concepción        |
| Univ. Católica          | 81 - 61                 | Sagrados Corazones      |
| Prov. Llanquihue        | 105 - 78                | Prov. Osorno            |

### Segunda rueda
| Fecha 1 (22 de agosto) | Fecha 1 (22 de agosto) | Fecha 1 (22 de agosto) |
| Equipo Local           | Resultado              | Equipo Visitante       |
| ---------------------- | ---------------------- | ---------------------- |
| Prov. Llanquihue       | 99 - 94                | Deportes Valdivia      |
| Prov. Osorno           | 86 - 83                | U. de Concepción       |
| Español de Talca       | 90 - 71                | Univ. Católica         |
| Boston College         | 80 - 79                | Sagrados Corazones     |
| Deportes Catro         | 73 - 70                | Liceo Mixto            |
| Univ. de los Lagos     | 70 - 65                | Everton                |

| Fecha 2 (23 de agosto) | Fecha 2 (23 de agosto) | Fecha 2 (23 de agosto) |
| Equipo Local           | Resultado              | Equipo Visitante       |
| ---------------------- | ---------------------- | ---------------------- |
| Prov. Osorno           | 75 - 94                | Deportes Valdivia      |
| Prov. Llanquihue       | 111 - 102              | U. de Concepción       |
| Español de Talca       | 72 - 51                | Sagrados Corazones     |
| Boston College         | 82 - 80                | Univ. Católica         |
| Deportes Castro        | 81 - 58                | Everton                |
| Univ. de los Lagos     | 59 - 53                | Liceo Mixto            |

| Fecha 3 (29 de agosto) | Fecha 3 (29 de agosto) | Fecha 3 (29 de agosto) |
| Equipo Local           | Resultado              | Equipo Visitante       |
| ---------------------- | ---------------------- | ---------------------- |
| Deportes Castro        | 90 - 98                | Prov. Llanquihue       |
| Univ. de los Lagos     | 74 - 57                | Prov. Osorno           |
| Liceo Mixto            | 96 - 77                | Español de Talca       |
| Everton                | 76 - 66                | Boston College         |
| Univ. Católica         | 71 - 63                | Deportes Valdivia      |
| Sagrados Corazones     | 56 - 60                | U. de Concepción       |

| Fecha 4 (30 de agosto) | Fecha 4 (30 de agosto) | Fecha 4 (30 de agosto) |
| Equipo Local           | Resultado              | Equipo Visitante       |
| ---------------------- | ---------------------- | ---------------------- |
| Deportes Castro        | 71 - 80                | Prov. Osorno           |
| Univ. de los Lagos     | 78 - 83                | Prov. Llanquihue       |
| Liceo Mixto            | 81 - 76                | Boston College         |
| Everton                | 79 - 80                | Español de Talca       |
| Univ. Católica         | 63 - 80                | U. de Concepción       |
| Sagrados Corazones     | 67 - 63                | Deportes Valdivia      |

| Fecha 5 (5 de septiembre) | Fecha 5 (5 de septiembre) | Fecha 5 (5 de septiembre) |
| Equipo Local              | Resultado                 | Equipo Visitante          |
| ------------------------- | ------------------------- | ------------------------- |
| Univ. Católica            | 84 - 79                   | Prov. Llanquihue          |
| Sagrados Corazones        | 79 - 83                   | Prov. Osorno              |
| Deportes Valdivia         | 63 - 91                   | Liceo Mixto               |
| U. de Concepción          | 74 - 54                   | Everton                   |
| Español de Talca          | 82 - 60                   | Deportes Castro           |
| Boston College            | 98 - 80                   | Univ. de los Lagos        |

| Fecha 6 (6 de septiembre) | Fecha 6 (6 de septiembre) | Fecha 6 (6 de septiembre) |
| Equipo Local              | Resultado                 | Equipo Visitante          |
| ------------------------- | ------------------------- | ------------------------- |
| Sagrados Corazones        | 74 - 77                   | Prov. Llanquihue          |
| Univ. Católica            | 61 - 52                   | Prov. Osorno              |
| Deportes Valdivia         | 67 - 57                   | Everton                   |
| U. de Concepción          | 62 - 87                   | Liceo Mixto               |
| Español de Talca          | 62 - 62                   | Univ. de los Lago         |
| Boston College            | 63 - 61                   | Deportes Castro           |

| Fecha 7 (12 de septiembre) | Fecha 7 (12 de septiembre) | Fecha 7 (12 de septiembre) |
| Equipo Local               | Resultado                  | Equipo Visitante           |
| -------------------------- | -------------------------- | -------------------------- |
| Prov. Llanquihue           | 93 - 84                    | Español de Talca           |
| Prov. Osorno               | 93 - 79                    | Boston College             |
| Deportes Castro            | 73 - 82                    | Deportes Valdivia          |
| Univ. de los Lagos         | 95 - 92                    | U. de Concepción           |
| Liceo Mixto                | 82 - 69                    | Univ. Católica             |
| Everton                    | 44 - 55                    | Sagrados Corazones         |

| Fecha 8 (13 de septiembre) | Fecha 8 (13 de septiembre) | Fecha 8 (13 de septiembre) |
| Equipo Local               | Resultado                  | Equipo Visitante           |
| -------------------------- | -------------------------- | -------------------------- |
| Prov. Osorno               | 78 - 75                    | Español de Talca           |
| Prov. Llanquihue           | 87 - 91                    | Boston College             |
| Deportes Castro            | 86 - 88                    | U. de Concepción           |
| Univ. de los Lagos         | 48 - 75                    | Deportes Valdivia          |
| Liceo Mixto                | 82 - 69                    | Sagrados Corazones         |
| Everton                    | 58 - 70                    | Univ. Católica             |

| Fecha 9 (26 de septiembre) | Fecha 9 (26 de septiembre) | Fecha 9 (26 de septiembre) |
| Equipo Local               | Resultado                  | Equipo Visitante           |
| -------------------------- | -------------------------- | -------------------------- |
| Liceo Mixto                | 110 - 87                   | Prov. Llanquihue           |
| Everton                    | 52 - 66                    | Prov. Osorno               |
| Univ. Católica             | 81 - 58                    | Deportes Castro            |
| Sagrados Corazones         | 78 - 54                    | Univ. de Los Lagos         |
| Deportes Valdivia          | 94 - 84                    | Español de Talca           |
| U. de Concepción           | 96 - 77                    | Boston College             |

| Fecha 10 (27 de septiembre) | Fecha 10 (27 de septiembre) | Fecha 10 (27 de septiembre) |
| Equipo Local                | Resultado                   | Equipo Visitante            |
| --------------------------- | --------------------------- | --------------------------- |
| Liceo Mixto                 | 103 - 74                    | Prov. Osorno                |
| Everton                     | 81 - 83                     | Prov. Llanquihue            |
| Univ. Católica              | 79 - 50                     | Univ. de Los Lagos          |
| Sagrados Corazones          | 83 - 74                     | Deportes Castro             |
| Deportes Valdivia           | 83 - 76                     | Boston College              |
| U. de Concepción            | 95 - 74                     | Español de Talca            |

| Fecha 11 (3 de octubre) | Fecha 11 (3 de octubre) | Fecha 11 (3 de octubre) |
| Equipo Local            | Resultado               | Equipo Visitante        |
| ----------------------- | ----------------------- | ----------------------- |
| Everton                 | 71 - 76                 | Liceo Mixto             |
| Univ. de Los Lagos      | 77 - 94                 | Deportes Castro         |
| Boston College          | 74 - 78                 | Español de Talca        |
| U. de Concepción        | 90 - 70                 | Deportes Valdivia       |
| Sagrados Corazones      | 60 - 65                 | Univ. Católica          |
| Prov. Osorno            | 84 - 78                 | Prov. Llanquihue        |

## Segunda etapa
Se jugó entre el 10 y el 21 de octubre de 2009. En la tabla se muestran los equipos según la su posición en la fase regular de la Etapa de Clausura. En negrita los equipos clasificados a cuartos de final. Universidad Católica y Español de Talca clasificaron a cuartos de final como mejores perdedores. 
| Llave | Equipo local           | Equipo visitante         | Resultado |
| ----- | ---------------------- | ------------------------ | --------- |
| A     | Liceo Mixto (1º)*      | Everton (12º)            | 3 - 0     |
| B     | Deportes Valdivia (2º) | Sagrados Corazones (11°) | 3 - 1     |
| C     | U. de Concepción (3°)* | Deportes Castro (10º)    | 3 - 0     |
| D     | Prov. Osorno (4°)      | Univ. de Los Lagos (9º)  | 3 - 0     |
| E     | Boston College (5°)    | Español de Talca (8º)    | 3 - 1     |
| F     | Prov. Llanquihue (6°)  | Univ. Católica (7º)      | 3 - 2     |

(*) Antes de comenzar la etapa, Everton y Deportes Castro decidieron retirarse de la competición.

## Fase de Play-Offs
|  | Cuartos de final                | Cuartos de final                | Cuartos de final                |                  |   | Semifinales          | Semifinales          | Semifinales          |  |   | Final                              | Final                              | Final                              |  |
|  | 24 de octubre al 4 de noviembre | 24 de octubre al 4 de noviembre | 24 de octubre al 4 de noviembre |                  |   | 7 al 18 de noviembre | 7 al 18 de noviembre | 7 al 18 de noviembre |  |   | 21 de noviembre al 19 de diciembre | 21 de noviembre al 19 de diciembre | 21 de noviembre al 19 de diciembre |  |
|  |                                 |                                 |                                 |                  |   |                      |                      |                      |  |   |                                    |                                    |                                    |  |
|  |                                 |                                 |                                 |                  |   |                      |                      |                      |  |   |                                    |                                    |                                    |  |
|  | 1                               | Liceo Mixto                     | 3                               |                  |   |                      |                      |                      |  |   |                                    |                                    |                                    |  |
|  | 1                               | Liceo Mixto                     | 3                               |                  |   |                      |                      |                      |  |   |                                    |                                    |                                    |  |
|  | 8                               | Español de Talca                | 0                               |                  |   |                      |                      |                      |  |   |                                    |                                    |                                    |  |
|  | 8                               | Español de Talca                | 0                               |                  | 1 | Liceo Mixto          | 3                    |                      |  |   |                                    |                                    |                                    |  |
|  |                                 |                                 |                                 |                  | 1 | Liceo Mixto          | 3                    |                      |  |   |                                    |                                    |                                    |  |
|  |                                 |                                 | 5                               | Boston College   | 1 |                      |                      |                      |  |   |                                    |                                    |                                    |  |
|  | 4                               | Prov. Osorno                    | 5                               | Boston College   | 1 | 0                    |                      |                      |  |   |                                    |                                    |                                    |  |
|  | 4                               | Prov. Osorno                    |                                 |                  |   |                      |                      |                      |  |   |                                    |                                    |                                    |  |
|  | 5                               | Boston College*                 | 3                               |                  |   |                      |                      |                      |  |   |                                    |                                    |                                    |  |
|  | 5                               | Boston College*                 | 3                               |                  |   |                      |                      |                      |  | 1 | Liceo Mixto                        | 4                                  |                                    |  |
|  |                                 |                                 |                                 |                  |   |                      |                      |                      |  | 1 | Liceo Mixto                        | 4                                  |                                    |  |
|  |                                 |                                 | 2                               | Dep. Valdivia    | 0 |                      |                      |                      |  |   |                                    |                                    |                                    |  |
|  | 2                               | Dep. Valdivia                   | 2                               | Dep. Valdivia    | 0 | 3                    |                      |                      |  |   |                                    |                                    |                                    |  |
|  | 2                               | Dep. Valdivia                   |                                 |                  |   |                      |                      |                      |  |   |                                    |                                    |                                    |  |
|  | 7                               | Univ. Católica                  | 0                               |                  |   |                      |                      |                      |  |   |                                    |                                    |                                    |  |
|  | 7                               | Univ. Católica                  | 0                               |                  | 2 | Dep. Valdivia        | 0                    |                      |  |   |                                    |                                    |                                    |  |
|  |                                 |                                 |                                 |                  | 2 | Dep. Valdivia        | 0                    |                      |  |   |                                    |                                    |                                    |  |
|  |                                 |                                 | 3                               | U. de Concepción | 3 |                      |                      |                      |  |   |                                    |                                    |                                    |  |
|  | 3                               | U. de Concepción                | 3                               | U. de Concepción | 3 | 3                    |                      |                      |  |   |                                    |                                    |                                    |  |
|  | 3                               | U. de Concepción                |                                 |                  |   |                      |                      |                      |  |   |                                    |                                    |                                    |  |
|  | 6                               | Prov. Llanquihue                | 2                               |                  |   |                      |                      |                      |  |   |                                    |                                    |                                    |  |
|  | 6                               | Prov. Llanquihue                | 2                               |                  |   |                      |                      |                      |  |   |                                    |                                    |                                    |  |
|  |                                 |                                 |                                 |                  |   |                      |                      |                      |  |   |                                    |                                    |                                    |  |

(*) Previo al inicio de los cuartos de final, Provincial Osorno decidió marginarse del torneo.

## Campeón
| Campeón Liceo Mixto 3º título |